# Thamnistes
Thamnistes – rodzaj ptaków z podrodziny mrówczaków (Myrmornithinae) w rodzinie chronkowatych (Thamnophilidae).

## Zasięg występowania
Rodzaj obejmuje gatunki występujące w Ameryce Centralnej i Południowej.

## Morfologia
Długość ciała 13–16 cm; masa ciała 19–23 g.

## Systematyka

### Etymologia
Thamnistes: gr. θαμνος thamnos „krzak, krzew” (por. θαμνιτις thamnitis „krzewiasty”); ἱζω hizō „siedzieć”.

### Podział systematyczny
Takson ten tworzy grupę siostrzaną z Pygiptila. Do rodzaju należą następujące gatunki:
- Thamnistes anabatinus P.L. Sclater & Salvin, 1860 – rudzielik północny
- Thamnistes rufescens Cabanis, 1873 – rudzielik południowy – takson wyodrębniony ostatnio z T. anabatinus[9]